# Moto Guzzi Airone

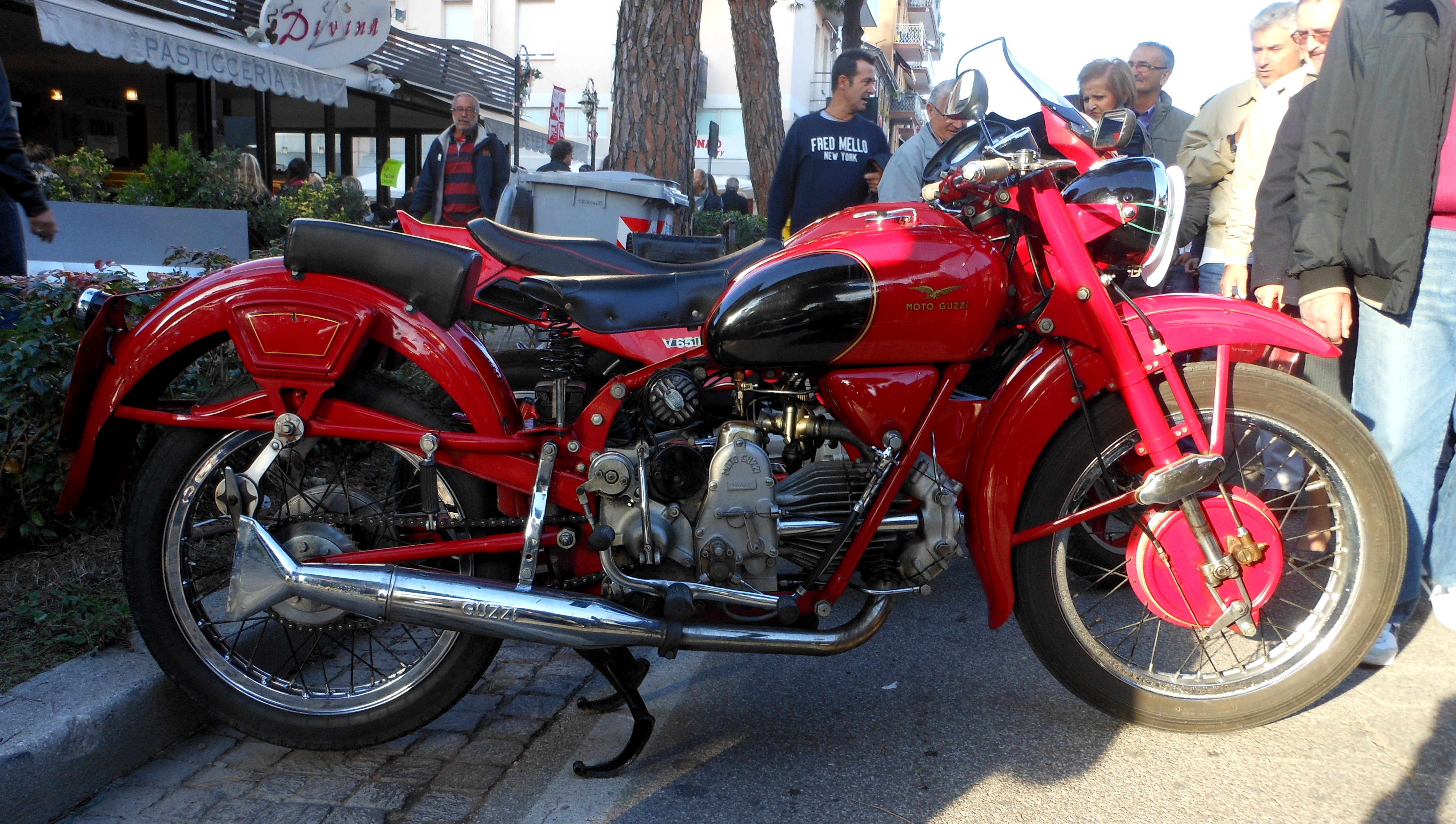
Moto Guzzi Airone Sport (1949)

Die Moto Guzzi Airone ist ein Motorrad, das die italienische Firma Moto Guzzi von 1939 bis 1957 herstellte. „Airone“ bedeutet im Deutschen „Reiher“.

## Modellgeschichte
1939 wurde die Airone als Variante der ein Jahr später eingestellten P.E. 250, noch mit Rohrrahmen, vorgestellt.
Bereits 1940 erhielt die Airone einen neuen Rahmen aus Blechpressteilen und Hinterradfederung. 1947 wurde die Vorderradfederung mit einer Teleskopgabel auf den Stand der Technik gebracht. Ab Ende 1948 waren Zylinder und Zylinderkopf aus Leichtmetall und es gab neben dem Tourenmodell ein höher verdichtetes Sportmodell. 1952 erhielten Touren- und Sportmodell einen neuen, größeren Tank in rot/schwarzer Lackierung und einen Magnetzünder mit automatischer Verstellung des Zündzeitpunktes. Ab 1954 wurde der Tank des Sportmodells teilverchromt und die Motorleistung etwas reduziert. In der letzten Ausführung ab 1956 erhielten beide Modelle Auspuffenden mit glattem Rohr.
Der Verkaufspreis für die Airone betrug bei Markteinführung 1939 6200 Lire. Nach dem Zweiten Weltkrieg waren es 1949 370.000 Lire. 1956 kostete das Modell Airone Turismo 349.000 Lire und die Airone Sport 364.000 Lire.
1957 wurde die Fertigung der Airone eingestellt, weil sie sich gegenüber moderneren Konstruktionen als nicht mehr konkurrenzfähig erwies. Ein Jahr später wurde als Ersatz die bereits 1956 eingeführte Lodola mit einem rund 250 cm³ großen Motor vorgestellt: die Lodola Gran Turismo.

## Technik
Motor und Antrieb
Die Airone hat einen fahrtwindgekühlten Einzylinder-Viertaktmotor mit liegendem Zylinder. Auf dem linken Stumpf der zweifach gelagerten Kurbelwelle befindet sich ein glattflächiges Schwungrad, das außerhalb des Gehäuses läuft. Ein dahinter angebrachtes Stirnrad treibt den Korb der auf der Getriebeeingangswelle montierten Mehrscheiben-Ölbadkupplung an. Das schrägverzahnte Vierganggetriebe wird mit einer Schaltwippe an der rechten Motorseite geschaltet. Die Schaltwippe ist durch eine Koppelstange mit der Schaltwelle des Getriebes verbunden. Das Hinterrad wird vom Getriebe durch eine Rollenkette angetrieben.
Die beiden hängenden Ventile sind über Stoßstangen und Kipphebel von der unten liegenden Nockenwelle angesteuert. Zum Abstellen des Motors werden die Stoßstangen über einen Ventilausheber nach vorne gedrückt, sodass beide Ventile öffnen. Der Magnetzünder ist durch ein Stirnradgetriebe auf der rechten Motorseite angetrieben. Der Zündzeitpunkt wurde von Hand verstellt, erst Ende 1952 gab es – parallel zur Falcone – eine automatische Zündverstellung.
Die Gemischaufbereitung des Tourenmodells übernimmt ein Flachstromvergaser mit Rundschieber und 22 mm Durchlass (ohne Luftfilter). Beim Sportmodell hat der Vergaser 25 mm Durchlass. Das verchromte Auspuffrohr ist an der rechten Maschinenseite nach hinten gezogen und hat einen Schalldämpfer in Zigarrenform. Bei den bis 1955 gefertigten Maschinen endet dieser in einem Schwalbenschwanz, bei späteren Modellen in einem glatten Rohr.
Rahmen und Fahrwerk
Die Airone hatte im ersten Jahr einen Doppelschleifen-Rohrrahmen mit Heckausleger. Ab 1940 gab es einen neuen Rahmen aus Blechpressteilen. Die gleichzeitig eingeführte Hinterradschwinge besitzt eine Cantileverfederung, deren Federn waagerecht unter dem Motor liegen, mit am Heckausleger abgestützten, einstellbaren Reibungsdämpfern. Das Vorderrad wird bei den bis 1946 gefertigten Modellen in einer Parallelogrammgabel mit Tonnenfeder geführt. Spätere Modelle haben eine Upside-Down-Gabel.
Tanks
Der Benzintank hat ein Volumen von 10,5 Litern, der darunter liegende Öltank eines von 2,5 Litern. Der Öltank ist durch verchromte Kupferleitungen mit dem Zylinderkopf und der Ölpumpe im Trockensumpf des Motors verbunden. 1952 erhielt die Airone einen größeren, moderner geformten Benzintank.
Räder und Bremsen
Die Modelle haben vorn 19-Zoll-Drahtspeichenräder. In beide sind Halbnaben-Trommelbremsen eingebaut. Die hintere Bremse wird über einen Fußhebel an der linken Motorseite und ein Gestänge betätigt, wobei dies mit dem Hacken geschieht. Die Vorderradbremse wird mit einem Handhebel am Lenker und einem Seilzug betätigt. 
Werkstoffe
Motor-/Getriebegehäuse, der Zylinder und der Zylinderkopf sind aus Leichtmetall gefertigt. Rahmen, Vorderradgabel, Tanks, Schutzbleche sind aus Stahlblech.
Lackierung, Oberflächenbehandlung und Embleme
Alle zivilen Airone-Modelle sind – mit Ausnahme der Leichtmetallteile – in feuerrot (ähnlich RAL 3000) lackiert. Bis 1952 sind Benzin- und Öltank verchromt und teillackiert. Der Benzintank hat seitliche Kniekissen aus Gummi. Der größere Benzintank ab 1952 ist rot lackiert, an der Stelle der bisherigen Kniekissen sind an den Tankseiten schwarz lackierte Felder. Ab 1954 hatte das Sportmodell wieder einen verchromten, teillackierten Tank, bei dem die bisher schwarzen Felder verchromt ausgeführt waren. Alle Modelle haben an Tank, Schutzblechen und Werkzeugbehältern goldfarbene und schwarze Zierlinien.
An den Tankseiten der Modelle finden sich goldfarbene Moto-Guzzi-Embleme wieder.

## Technische Daten im Vergleich
|                       | Airone Turismo | Airone Sport | Airone Sport |         |
| --------------------- | --- | --- | --- | ------- |
| Baujahre              | 1939–1957 | 1948–1953 | 1954–1957 |         |
| Motor                 | fahrtwindgekühlter Einzylinder-Viertaktmotor, Kickstarter                                                              | fahrtwindgekühlter Einzylinder-Viertaktmotor, Kickstarter                                                              | fahrtwindgekühlter Einzylinder-Viertaktmotor, Kickstarter                                                              |         |
| Ventilsteuerung       | OHV-Ventilsteuerung, über Stoßstange und Kipphebel von unten liegender Nockenwelle gesteuert                           | OHV-Ventilsteuerung, über Stoßstange und Kipphebel von unten liegender Nockenwelle gesteuert                           | OHV-Ventilsteuerung, über Stoßstange und Kipphebel von unten liegender Nockenwelle gesteuert                           |         |
| Bohrung × Hub         | 70 × 64 mm | 70 × 64 mm | 70 × 64 mm |         |
| Hubraum               | 247 cm³ | 247 cm³ | 247 cm³ |         |
| Verdichtung           | 6,0 : 1 | 7,0 : 1 | 7,0 : 1 | 7,0 : 1 |
| Nennleistung          | 9,5 PS (7 kW) bei 4800/min                                                                                             | 13,5 PS (9,9 kW) bei 6000/min                                                                                          | 12 PS (8,8 kW) bei 5200/min                                                                                            |         |
| Gemischaufbereitung   | Flachstromvergaser mit Rundschieber, 22 mm Ansaugdurchmesser                                                           | Flachstromvergaser mit Rundschieber, 25 mm Ansaugdurchmesser                                                           | Flachstromvergaser mit Rundschieber, 25 mm Ansaugdurchmesser                                                           |         |
| Motorschmierung       | Trockensumpfschmierung                                                                                                 | Trockensumpfschmierung                                                                                                 | Trockensumpfschmierung                                                                                                 |         |
| Zündung               | Magnetzündung | Magnetzündung | Magnetzündung |         |
| Kupplung              | Mehrscheibenkupplung im Ölbad                                                                                          | Mehrscheibenkupplung im Ölbad                                                                                          | Mehrscheibenkupplung im Ölbad                                                                                          |         |
| Getriebe              | 4-Gang-Getriebe, fußbetätigt                                                                                           | 4-Gang-Getriebe, fußbetätigt                                                                                           | 4-Gang-Getriebe, fußbetätigt                                                                                           |         |
| Endantrieb            | Kette | Kette | Kette |         |
| Rahmen                | Doppelschleifen-Rohrrahmen ab 1940: Pressstahlrahmen                                                                   | Pressstahlrahmen | Pressstahlrahmen |         |
| Radstand              | 1370 mm | 1370 mm | 1370 mm |         |
| Radaufhängung vorn    | Parallelogrammgabel mit Tonnenfeder, spätere Modelle: Upside-down-Teleskopgabel                                        | Parallelogrammgabel mit Tonnenfeder, spätere Modelle: Upside-down-Teleskopgabel                                        | Upside-down-Teleskopgabel                                                                                              |         |
| Radaufhängung hinten  | Langschwinge mit Cantileverfederung (waagerecht unter dem Motor liegend), scherenartige Reibungsdämpfer zum Rahmenheck | Langschwinge mit Cantileverfederung (waagerecht unter dem Motor liegend), scherenartige Reibungsdämpfer zum Rahmenheck | Langschwinge mit Cantileverfederung (waagerecht unter dem Motor liegend), scherenartige Reibungsdämpfer zum Rahmenheck |         |
| Bereifung vorn        | 3,00 × 19″ | 3,00 × 19″ | 3,00 × 19″ |         |
| Bereifung hinten      | 3,00 × 19″ | 3,00 × 19″ | 3,00 × 19″ |         |
| Bremse vorn           | Halbnaben-Trommelbremse, handbetätigt                                                                                  | Halbnaben-Trommelbremse, handbetätigt                                                                                  | Halbnaben-Trommelbremse, handbetätigt                                                                                  |         |
| Bremse hinten         | Halbnaben-Trommelbremse, fußbetätigt                                                                                   | Halbnaben-Trommelbremse, fußbetätigt                                                                                   | Halbnaben-Trommelbremse, fußbetätigt                                                                                   |         |
| Leergewicht           | 135 kg | 135 kg | 135 kg |         |
| Höchstgeschwindigkeit | 95 km/h | 120 km/h | 120 km/h |         |
| Kraftstoffverbrauch   | ca. 3,3 l/100 km | ca. 3,6 l/100 km | ca. 3,6 l/100 km |         |

Quelle: 